# تاکویا سگوچی
تاکویا سگوچی (انگلیسی: Takuya Seguchi؛ زادهٔ ۳۰ نوامبر ۱۹۸۸) بازیکن فوتبال اهل ژاپن است.